# Tenebroides soror
Tenebroides soror là một loài bọ cánh cứng trong họ Trogossitidae. Loài này được Jacquelin du Val miêu tả khoa học năm 1857.